# Noah Naujoks
Noah Naujoks (Oud-Beijerland, 2 de mayo de 2002) es un futbolista neerlandés que juega de centrocampista en el Excelsior Róterdam de la Eredivisie.

## Trayectoria
Se incorporó a la academia del Feyenoord en 2010 y pasó por su sistema capaz de jugar en varias posiciones en el centro del campo, pero prefiere jugar en un papel de número 10 ofensivo. En junio de 2020, con 18 años, firmó su primer contrato profesional con el club, que lo mantendría hasta 2023.
Estuvo entrenando y jugando con el primer equipo del Feyenoord en las concentraciones de verano de 2021. Marcó en un amistoso de pretemporada contra el Werder Bremen. Tras completar otra temporada en el equipo sub-21 del Feyenoord, volvió a entrenarse con el primer equipo en el verano de 2022.
Recibió el dorsal 27 para la temporada 2022-23. Debutó en la Eredivisie el 7 de agosto de 2022, como suplente en la victoria por 5-2 contra el S. B. V. Vitesse en el Gelredome. Según el entrenador Arne Slot, se ganó esos minutos de juego gracias a su rendimiento en los entrenamientos.
El 23 de enero de 2023 firmó un contrato de dos años y medio con el Excelsior Róterdam de la Eredivisie.

## Estadísticas

### Clubes
Actualizado al último partido disputado el 8 de noviembre de 2024.
| Club                              | Div.          | Temporada     | Liga  | Liga  | Liga   | Copas nacionales | Copas nacionales | Copas nacionales | Copas internacionales | Copas internacionales | Copas internacionales | Total | Total | Total  |
| Club                              | Div.          | Temporada     | Part. | Goles | Asist. | Part.            | Goles            | Asist.           | Part.                 | Goles                 | Asist.                | Part. | Goles | Asist. |
| --------------------------------- | ------------- | ------------- | ----- | ----- | ------ | ---------------- | ---------------- | ---------------- | --------------------- | --------------------- | --------------------- | ----- | ----- | ------ |
| Feyenoord · Países Bajos          | 1.ª           | 2022-23       | 2     | 0     | 0      | —                | —                | —                | ―                     | ―                     | ―                     | 2     | 0     | 0      |
| Feyenoord · Países Bajos          | Total club    | Total club    | 2     | 0     | 0      | 0                | 0                | 0                | 0                     | 0                     | 0                     | 2     | 0     | 0      |
| Excelsior Róterdam · Países Bajos | 2.ª           | 2022-23       | 10    | 0     | 0      | —                | —                | —                | ―                     | ―                     | ―                     | 10    | 0     | 0      |
| Excelsior Róterdam · Países Bajos | 2.ª           | 2023-24       | 24    | 0     | 1      | 2                | 0                | 0                | ―                     | ―                     | ―                     | 26    | 0     | 1      |
| Excelsior Róterdam · Países Bajos | 2.ª           | 2024-25       | 14    | 4     | 5      | 1                | 1                | 0                | ―                     | ―                     | ―                     | 15    | 5     | 5      |
| Excelsior Róterdam · Países Bajos | Total club    | Total club    | 48    | 4     | 6      | 3                | 1                | 0                | 0                     | 0                     | 0                     | 51    | 5     | 6      |
| Total carrera                     | Total carrera | Total carrera | 50    | 4     | 6      | 3                | 1                | 0                | 0                     | 0                     | 0                     | 53    | 5     | 6      |